# 마이클 윙컷
마이클 앤서니 클로디오 윙컷(영어: Michael Anthony Claudio Wincott, 1958년 1월 21일 ~ )은 캐나다의 배우이다.

## 출연 작품
- 도어즈 - 폴 로스칠드 역
- 에이리언4
- 공각기동대: 고스트 인 더 쉘